# Sharon Bolton
Sharon J. Bolton (Lancashire, 27 maggio 1960) è una scrittrice britannica di thriller.
Ha studiato arte drammatica ed economia e lavorato nel marketing e nelle pubbliche relazioni. Vive vicino a Londra con il marito ed il figlio.
Ha esordito nel 2008 con il romanzo Sacrificio.
Alcune sue opere sono firmate S. J. Bolton.
Con Il risveglio ha vinto il Premio Mary Higgins Clark nel 2010.

## Opere

### Serie Lacey Flint
- Ora mi vedi (Now You See Me, 2011), 2012
- If Snow Hadn’t Fallen (racconto), 2012
- Incubi di morte (Dead Scared, 2012), 2013
- Like This, For Ever, 2013
- A Dark and Twisted Tide, 2014
- Here Be Dragons (racconto), 2016

### Serie Craftsman
- Alive (racconto), 2018
- L'uomo di carta (The Craftsman, 2018), 2019
- The Poisoner, 2022

### Altri Romanzi
- Sacrificio (Sacrifice), 2008
- Il Risveglio (Awakening), 2009
- Raccolto di sangue (Blood Harvest), 2011
- Little Black Lies, 2015
- Daisy in Chains, 2016
- Il prossimo delitto (Dead Woman Walking, 2017), 2018
- The Split, 2020
- The Pact, 2021